# Vídeňské městské okresy

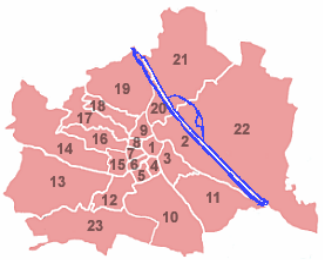
Vídeňské městské okresy

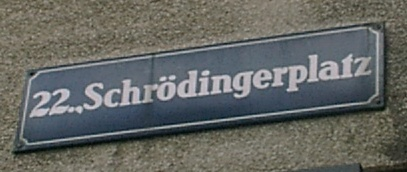
Uliční štít na vídeňském Schrödingerově náměstí. Řadová číslovka „22.“ znamená, že se nacházíme ve 22. okrese

Rakouské hlavní město Vídeň se od 1. září 1954 administrativně člení na 23 samosprávných městských částí tradičně označovaných jako vídeňské městské okresy (německy Wiener Gemeindebezirke). Každý z těchto okresů má nejen svoje číslo, ale i název, který je odvozen od nejdůležitější čtvrti v příslušném okrese. Vídeňané jednotlivé okresy označují buď jejich názvy nebo jejich čísly. Čísla okresů jsou ve Vídni uvedena na každém uličním štítě před názvem ulice (např. „17., Pezzlgasse”) a tvoří i 2. a 3. číslici ve vídeňských PSČ („1010” pro 1. okres, či „1220” pro 22. okres; ve 23. okrese platí jisté výjimky).

## Přehled městských okresů
| Č. | Městský okres        | Znak                 | Katastrální území | Rozloha v ha | Obyvatelstvo (2024) | Hustota zalidnění |
| -- | -------------------- | -------------------- | --- | ------------ | ------------------- | ----------------- |
| 01 | Vnitřní Město        | Innere Stadt         | Vnitřní Město | 287          | 16 538              | 5 764             |
| 02 | Leopoldstadt         | Leopoldstadt         | Jägerzeile Leopoldstadt Zwischenbrücken                                                                                       | 1 924,2      | 110 100             | 5 722             |
| 03 | Landstraße           | Landstraße           | Landstraße Erdberg Weißgerberviertel                                                                                          | 740          | 98 398              | 13 301            |
| 04 | Wieden               | Wieden               | Hungelbrunn Schaumburgergrund Wieden                                                                                          | 178          | 33 155              | 18 679            |
| 05 | Margareten           | Margareten           | Hundsturm Laurenzergrund Margareten Matzleinsdorf Nikolsdorf Reinprechtsdorf                                                  | 201          | 54 400              | 27 038            |
| 06 | Mariahilf            | Mariahilf            | Gumpendorf Laimgrube Magdalenengrund Mariahilf Windmühle                                                                      | 145,5        | 31 386              | 21 571            |
| 07 | Neubau               | Neubau               | Altlerchenfeld Neubau Sankt Ulrich Schottenfeld Spittelberg                                                                   | 161          | 31 513              | 19 598            |
| 08 | Josefstadt           | Josefstadt           | Alservorstadt Altlerchenfeld Breitenfeld Josefstadt Strozzigrund                                                              | 109          | 24 499              | 22 476            |
| 09 | Alsergrund           | Alsergrund           | Alservorstadt Althangrund Himmelpfortgrund Lichtental Michelbeuern Rossau Thurygrund                                          | 297          | 41 631              | 14 031            |
| 10 | Favoriten            | Favoriten            | Favoriten Inzersdorf-Stadt Oberlaa Rothneusiedl Unterlaa                                                                      | 3 182        | 220 324             | 6 922             |
| 11 | Simmering            | Simmering            | Albern Kaiserebersdorf Simmering                                                                                              | 2 326        | 110 559             | 4 754             |
| 12 | Meidling             | Meidling             | Altmannsdorf Gaudenzdorf Hetzendorf Obermeidling Untermeidling                                                                | 810,3        | 101 714             | 12 553            |
| 13 | Hietzing             | Hietzing             | Hietzing Unter-St.-Veit Ober-St.-Veit Hacking Lainz Speising                                                                  | 3 772        | 55 505              | 1 472             |
| 14 | Penzing              | Penzing              | Baumgarten Breitensee Hadersdorf-Weidlingau Hütteldorf Penzing                                                                | 3 376        | 98 161              | 2 907             |
| 15 | Rudolfsheim-Fünfhaus | Rudolfsheim-Fünfhaus | Rudolfsheim Fünfhaus Sechshaus                                                                                                | 392          | 76 381              | 19 495            |
| 16 | Ottakring            | Ottakring            | Neulerchenfeld Ottakring | 867          | 102 770             | 11 849            |
| 17 | Hernals              | Hernals              | Hernals Dornbach Neuwaldegg                                                                                                   | 1 139        | 56 671              | 4 975             |
| 18 | Währing              | Währing              | Gersthof Pötzleinsdorf Währing Weinhaus                                                                                       | 635          | 51 395              | 8 098             |
| 19 | Döbling              | Döbling              | Grinzing Heiligenstadt Josefsdorf Kahlenbergerdorf Neustift am Walde Nussdorf Oberdöbling Salmannsdorf Sievering Unterdöbling | 2 494        | 75 400              | 3 023             |
| 20 | Brigittenau          | Brigittenau          | Brigittenau Zwischenbrücken                                                                                                   | 571          | 86 930              | 15 224            |
| 21 | Floridsdorf          | Floridsdorf          | Donaufeld Floridsdorf Großjedlersdorf Jedlesee Leopoldau Stammersdorf Strebersdorf                                            | 4 444        | 186 233             | 4 190             |
| 22 | Donaustadt           | Donaustadt           | Aspern Breitenlee Essling Hirschstetten Kagran Kaisermühlen Stadlau Süßenbrunn                                                | 10 230       | 220 794             | 2 158             |
| 23 | Liesing              |                      | Atzgersdorf Erlaa Inzersdorf Kalksburg Liesing Mauer Rodaun Siebenhirten                                                      | 3 206,2      | 121 303             | 3 783             |
|    | Vídeň                | Wien                 | — | 41 487       | 2 005 760           | 4 835             |